# ایوینگ (نبراسکا)
ایوینگ(به انگلیسی: Ewing) شهری در ایالت نبراسکا کشور ایالات متحده آمریکا است که جمعیت آن در سرشماری سال ۲۰۱۰ میلادی، ۳۸۷ نفر بوده‌است.